# 't Kalf (Sint-Gillis-Waas)
 't Kalf is een gehucht in de Belgische gemeente Sint-Gillis-Waas in de provincie Oost-Vlaanderen. Het ligt ten noordwesten van het dorpscentrum van Sint-Gillis-Waas, tussen dit laatste en De Klinge.
De kern ligt vlak ten noorden van de E34 die daar de gemeente doorsnijdt, aan de zuidoostelijke rand van het 300 ha grote Stropersbos. Het gehucht bestaat hoofdzakelijk uit lintbebouwing langs de Kluizendijkstraat/Klingedijkstraat en de Eeckbergstraat.

## Geschiedenis
Op de Ferrariskaart uit de jaren 1770 staat de plaats al weergegeven als het gehucht T'Calf, gevormd door voornamelijk lintbebouwing. Op de Atlas der Buurtwegen staat het gehucht als het kalf getekend.

## Bezienswaardigheden
- In de Zavelstraat bevond zich de plaatselijke kerk Onze-Lieve-Vrouw Het Kalf uit 1961[2]. Het betrof een sobere kerk in de stijl van het naoorlogs modernisme, een zaalkerk in baksteen en beton, met een schuin dak en een lossrtaande betonnen open klokkentoren. Deze kerk werd gesloopt in 2015 en op de plaats ervan verrees het nieuwe schoolgebouw van de school De Eeckberger.
- Het Stropersbos, ten westen van 't Kalf, deels op grondgebied Kemzeke.

## Verkeer en vervoer
Met Station Kalf had het gehucht tot de sluiting in 1952 zijn eigen toegang tot het Belgisch spoorwegennet. Net ten zuiden van 't Kalf loopt de snelweg A11/E34.
Langs 't Kalf loopt de fietssnelweg F411.
Deelgemeenten: De Klinge · Meerdonk · Sint-Gillis-Waas · Sint-Pauwels

Overige plaatsen: 't Kalf · Hoogeinde · Kemzeke (deels) · Peisels en Verre

Belgische gemeenten · Arrondissement Sint-Niklaas · Oost-Vlaanderen · Vlaanderen